# Рольф Йоганнессон
Рольф Йоганнессон (нім. Rolf Johannesson; 22 липня 1900, Берлін — 6 грудня 1989, Гамбург) — німецький військово-морський діяч, контрадмірал крігсмаріне і бундесмаріне. Кавалер Лицарського хреста Залізного хреста.

## Біографія
Молодший син викладача французької мови Макса Йоганнессона і його дружини Амалії, уродженої Ауер. Старший брат Рольфа Ганс (1898–1941) в 1931-32 роках був ад'ютантом Грегора Штрассера і загинув у бою під час Німецько-радянської війни.
Освіту здобув у військово-морському училищі в Мюрвіку (жовтень 1918) і на лінійному кораблі «Сілезія». 1 грудня 1918 року демобілізований. В лютому-липні 1919 року — член морської ударної роти 1-го гвардійського резервного полку, учасник боїв з комуністами. 26 березня 1921 року знову вступив на флот. З 31 березня 1924 року — вахтовий офіцер 1-ї флотилії торпедних катерів. З 30 вересня 1927 року — ад'ютант училища корабельної артилерії, з 1 червня 1928 року — 3-го морського артилерійського батальйону. 3 грудня 1928 року переведений в штаб військово-морської станції «Остзе» ад'ютантом. З 30 вересня 1930 року — вахтовий і 2-й артилерійський офіцер на легкому крейсері «Кенігсберг». 27 вересня 1932 року призначений командиром торпедного катера G-8, а 24 вересня 1934 року переведений у відділ абверу Імперського військового міністерства. Брав участь в операціях військової розвідки, в тому числі в 1937 в Іспанії. З 15 листопада 1937 року — начальник навчального відділу 3-ї і 5-ї дивізій ескадрених міноносців. 18 травня 1938 року направлений на корабельні «Блом унд Фосс» (Гамбург) для нагляду за будівництвом ескадрених міноносців.
8 червня 1938 року призначений командиром ескадреного міноносця «Еріх Штайнбрінк», одночасно з 18 жовтня по 10 грудня 1941 року виконував обов'язки 1-го офіцера Адмірал-штабу штабного відділення «Афіни» штабу групи ВМС «Південь». З 8 лютого 1942 року командував ескадреним міноносцем «Гермес». 6 квітня 1943 року призначений командиром 4-ї флотилії ескадрених міноносців, що діяла в Північному морі. Одночасно з 27 грудня 1943 по 15 січня 1944 року виконував обов'язки командира бойової групи, що діяла у берегів Норвегії. 13 листопада 1944 року призначений комендантом морської оборони Ельби і Везермюнде, одночасно з 11 лютого по 14 березня 1945 року виконував обов'язки командувача-адмірала в Німецькій бухті. 31 грудня 1945 року заарештований союзниками. 10 грудня 1946 року звільнений.
При створенні ВМС ФРН 1 січня 1957 року прийнятий на службу. З 16 березня 1957 року командувач морськими силами, з 1 квітня 1958 року — командувач флотом. 31 серпня 1961 року вийшов у відставку. З 17 травня 1965 по 27 вересня 1983 року — представник федерального уряду в морській службі Гамбурга.

## Звання
- Морський кадет (1 липня 1918)
- Кандидат в морські офіцери (26 березня 1921)
- Фенріх-цур-зее (1 квітня 1922)
- Оберфенріх-цур-зее (1 жовтня 1923)
- Лейтенант-цур-зее (1 квітня 1924)
- Оберлейтенант-цур-зее (1 січня 1926)
- Капітан-лейтенант (1 липня 1933)
- Корветтен-капітан (1 квітня 1937)
- Фрегаттен-капітан (1 серпня 1940)
- Капітан-цур-зее (1 вересня 1942)
- Контрадмірал (30 січня 1945)
- Адмірал флотилії (1 квітня 1957)
- Контрадмірал (22 грудня 1958)

## Нагороди
- Залізний хрест 2-го класу (19 липня 1919)
- Балтійський хрест (19 липня 1919)
- Почесний хрест ветерана війни з мечами (25 жовтня 1934)
- Медаль «За вислугу років у Вермахті» 4-го, 3-го і 2-го класу (18 років)
  - 2-го класу (11 травня 1938)
- Іспанський хрест в сріблі з мечами (6 червня 1939)
- Медаль «За Іспанську кампанію» (Іспанія)
- Медаль «У пам'ять 22 березня 1939 року»
- Застібка до Залізного хреста 2-го класу (6 листопада 1939)
- Залізний хрест 1-го класу (15 грудня 1939)
- Медаль «У пам'ять 1 жовтня 1938» (20 грудня 1939)
- Нагрудний знак есмінця (17 серпня 1940)
- Німецький хрест в золоті (12 лютого 1942)
- Лицарський хрест Залізного хреста (7 грудня 1942)
- Бронзова медаль «За військову доблесть» (Італія) (29 березня 1943)
- Орден «За заслуги перед Федеративною Республікою Німеччина», командорський хрест (12 червня 1961)

## Вшанування пам'яті
В актовому залі військово-морського училища Мюрвіка стоїть бюст Йоганнессона. Окрім цього, щороку найкращим випускникам училища присуджують Премію адмірала Йоганнессона.